# 斉藤りさ
斉藤 りさ（さいとう りさ、本名：大谷理砂、1970年11月29日 - ）は、日本の元タレント、パーソナリティ。オフィスウォーカーに所属していた。主にbayfmなどのDJとして活躍していた。
趣味はネイルアートとドライブ。

## 略歴・人物
1970年愛知県生まれ、東京都育ち。
東京都立千歳丘高等学校卒業後、イトーカンパニーに所属し、レーシングチーム・PIAAガールを経て1992年、染谷正美・星野かおりとともにアイドルグループ「セクシーメイツ」として、キャンディーズのカバーソング「年下の男の子」（ソニーレコード）などシングル4枚をリリースした。同年より『ギルガメッシュないと』（テレビ東京系）にレギュラー出演。その後、bayfmのDJとして『TOKYO BAY LINE 7300』などの番組に出演。一時期は女優としても活動し、1997年9月から1998年8月には『ウルトラマンダイナ』（毎日放送製作・TBS系）にユミムラ・リョウ隊員役で出演した。
2005年10月からbayfmで『POWER BAY MORNING』（月・火曜日）のパーソナリティとして活躍してきたが、2018年に入って番組を休むようになり、3月にいったん復帰したものの、同月いっぱいで番組を降板し、同時に芸能活動引退を発表した。理由は夫で所属事務所「オフィスウォーカー」の会長でもある大谷勝巳が2018年1月7日に癌のため亡くなったことで、自身も心身に不調を来たすようになり、気持ちの整理をつけるためとしている。
芸能活動引退後はオフィスウォーカーの経営陣に入り、勝巳が生前手掛けていたボーカルグループ「Le Velvets」（ル・ヴェルヴェッツ）を引き継ぎ、プロデュース業に専念している。

## 出演

### ラジオ

#### 過去に出演していた番組
- TOKYO BAYLINE 7300（bayfm）
- MARIVE FRIDAY JAM（bayfm）
- POWER STREET（bayfm）
- BAY SIDE FREEWAY（? - 2013年3月31日、bayfm）
- RADIO-izm（2005年4月1日 - 2007年3月30日、FM-FUJI） - 木曜日担当
- TOYOTA Presents 片山右京のShall We Drive?〜ドライブしようよ!〜（2005年10月8日 - 2009年3月29日、TBSラジオ）
- POWER BAY MORNING（2005年10月3日 - 2018年3月27日、bayfm）
- 千葉トヨペット Enjoy driving（bayfm）

### テレビドラマ
- Because I Love You（1992年8月、テレビ朝日）
- トライアングル・ラバーズ（1995年、日本テレビ）
- ベストフレンド（1995年、読売テレビ）
- 将太の寿司 第1話（1996年4月19日、フジテレビ）
- 木曜の怪談 怪奇倶楽部・中学生編「呪われたカーブ」（1996年4月25日、フジテレビ）
- ウルトラマンダイナ（1997年9月6日 - 1998年8月29日、毎日放送） - リョウ 役
- ドラマ 愛の詩 ズッコケ三人組2 (1999年10月16日-12月25日、NHK） - 未来の榎本由美子 役
- ブースカ!ブースカ!! 第11、18、38話（1999年12月11日、2000年2月5日、6月24日、テレビ東京） - 小町弥生 役
- 古畑任三郎 3rd season 第1話（1999年4月13日、フジテレビ） - ホステス 役
- ココだけの話「携帯電話のある風景 短縮ダイヤル」（2001年3月17日、テレビ朝日）

### 映画
- ウルトラマンティガ&ウルトラマンダイナ 光の星の戦士たち（1998年3月14日） - ユミムラ・リョウ 役
- ウルトラマンティガ THE FINAL ODYSSEY（2000年3月11日） - ユミムラ・リョウ 役
- ウルトラマンコスモス2 THE BLUE PLANET（2002年8月3日） - ヒュウガ 役
- ウルトラマンコスモスVSウルトラマンジャスティス THE FINAL BATTLE（2003年8月2日） - ヒュウガ 役
- 大決戦!超ウルトラ8兄弟（2008年9月13日） - ユミムラ・リョウ 役
- ウルトラマンサーガ（2012年3月24日） - ユミムラ・リョウ 役

### バラエティ
- ギルガメッシュないと（テレビ東京）
- とんねるずのみなさんのおかげです（フジテレビ） - 「関東石橋組見参!!」諸星和己の妹 役

### オリジナルビデオ
- ぷるぷる
- セクシーメイツクリップス
- 92ハイレグ レースクィーン コレクション（アイドル黄金伝説としてDVD復刻）

## 書籍

### 写真集
- SEXY MATES（1993年、日本出版社）
- Funky! SEXY MATES（1995年、光文社）

### 他
- ウルトラマンダイナ 25年目の証言録 (2021年、立東舎（リットーミュージック）)

引退後であるが、斉藤りさ名義でインタビュー出演している。